# KMAV
Koordinaten: 47° 29′ 57″ N, 97° 21′ 3″ W
KMAV oder KMAV-FM (Branding: „KMAV 105.5 FM“; Slogan: „Your Sports Leader in the Red River Valley“) ist ein US-amerikanischer Hörfunksender mit einem Sport-Sendeformat aus Mayville im US-Bundesstaat North Dakota. KMAV sendet auf der UKW-Frequenz 105,5 MHz. Eigentümer und Betreiber ist KMSR, Inc.

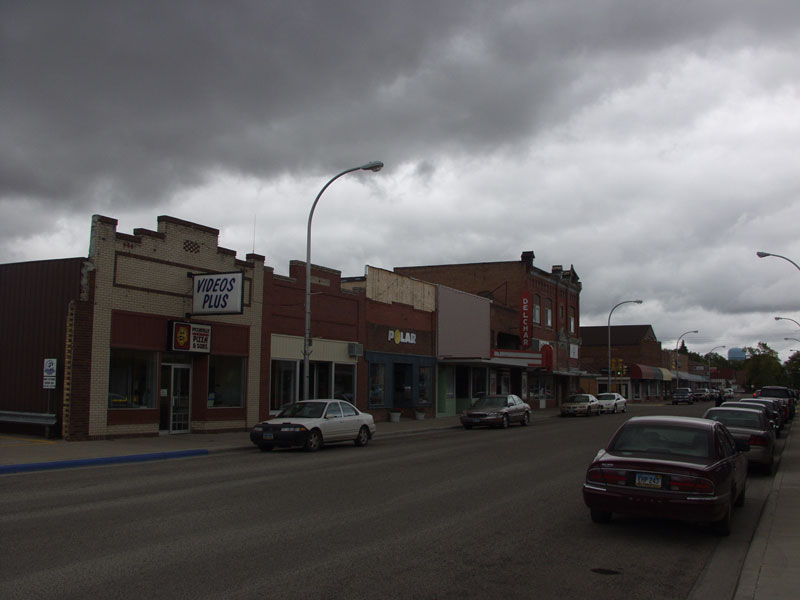
Mayville, North Dakota